# لسماهاگو
لسماهاگو (به انگلیسی: Lesmahagow) یک شهرک در اسکاتلند است که در لانارکشر جنوبی واقع شده‌است. لسماهاگو ۳٬۶۸۵ نفر جمعیت دارد.